# JADES-GS-z14-0
JADES-GS-z14-0, dénommée officiellement JADES-GS-53.08294-27.85563, est une galaxie très lointaine située dans la constellation du Fourneau. Elle a été découverte en mai 2024 grâce au programme JWST Advanced Deep Extragalactic Survey (JADES) qui a utilisé les photos prises par la NIRCam du télescope spatial James Webb.
Elle présente un décalage vers le rouge de 14,32. Selon la théorie actuelle du modèle Lambda-CDM, en anglais Lambda-cold dark matter, ou ΛCDM, ce décalage vers le rouge correspond à une époque d'il y a environ 13,5 milliards d'années, soit environ 300 millions d'années après le Big Bang, ce qui en fait à la fois la galaxie et le corps céleste le plus éloigné jamais découverts à la date de sa découverte.

## Découverte de l'oxygène
En mars 2025, les astronomes ont signalé la détection d'oxygène dans JADES-GS-z14-0, marquant l'observation la plus éloignée de cet élément à ce jour. Cette découverte a été réalisée à l'aide de l'Atacama Large Millimeter/submillimeter Array (ALMA) dans le désert d'Atacama au Chili. La présence d'oxygène suggère que la galaxie a subi une formation et une maturation chimique rapides, remettant en question les hypothèses précédentes sur la chronologie de la production d'éléments lourds dans l'Univers primitif.
La détection de l'oxygène a également permis une mesure plus précise de la distance de la galaxie, avec une incertitude de seulement 0,005 % des mesures du décalage vers le rouge.
Les deux études de S. Carniani et al. (2025) et de S. Schouws et al. (2025) donnent un décalage vers le rouge spectroscopique de la ligne [OIII]88 μm respectivement de z = 14.1796 ± 0.0007 et de z = 14.1793 ± 0.0007 en utilisant le réseau du radiotélescope ALMA, ce qui est cohérent avec la détection provisoire par S. Carniani et al. (2024) du doublet carbone [CIII]1907,1909 à décalage vers le rouge z = 14,178 ± 0,003, à l'aide du télescope spatial James Webb.
Ces deux études, indépendamment effectuées, ont révélé que cette galaxie contient déjà dix fois plus d'éléments lourds, tel que l'oxygène, que prévu. Ainsi, peu de temps après la formation de l'univers (300 millions d'années), une telle galaxie était déjà mature.